# Polemonium chinense
Polemonium chinense là một loài thực vật có hoa trong họ Polemoniaceae. Loài này được (Brand) Brand miêu tả khoa học đầu tiên năm 1921.